# Liparis negrosiana
Liparis negrosiana är en orkidéart som beskrevs av Oakes Ames. Liparis negrosiana ingår i släktet gulyxnen, och familjen orkidéer. Inga underarter finns listade i Catalogue of Life.